# Jean Antem
Juan Antem (Palma de Majorque, 18 octobre 1893 - Orsay, 31 décembre 1972), connu sous le nom francisé de Jean Antem, est un carrossier automobile de renom d'origine espagnole, créateur de l'entreprise Antem à Neuilly-sur-Seine ou Courbevoie et ayant existé  de 1919 à 1998.

## Réalisations
Déjà connu pour ses réalisations, Jean Antem habille les châssis de la plupart des constructeurs.
En 1935, un cabriolet est vendu équipé d'une capote électrique.
Après la Seconde Guerre mondiale, après de nombreux coachs et cabriolets de luxe sur châssis Delahaye type 135, Antem fabrique le premier coach DB et le coach Delahaye type 235.
En 1961, les fabrications sont transférées à Doudeville et se spécialisent dans la construction  des caravanes des remorques et des camions magasin.